# آبنس (هلند)
ابنس (به هلندی: Abbenes) یک روستا در هلند با جمعیت ۱٬۱۳۶ نفر است که در هارلمرمیر واقع شده‌است.